# Butte
En butte (efter fransk: "lille bakke") er en klippeformation med meget stejle sider og ofte en forholdsvis flad top. En butte er mindre end både et plateau og en mesa. De forekommer oftest i det vestlige USA. Der findes også nogle på Hawaiiøerne. Disse klippeformationer fremkommer ved erosion, når en hård klippe, ofte af vulkansk oprindelse, forekommer ved siden af blødere klippetyper. Efterhånden forsvinder de bløde klipper, og de hårde står tilbage.